# Krivaja (rivière de Bosnie-Herzégovine)
Pour les articles homonymes, voir Krivaja.
Ne doit pas être confondu avec Krivaja (rivière de Voïvodine).
La Krivaja est une rivière de Bosnie-Herzégovine, et un affluent de rivière Bosna, donc un sous-affluent du Danube par la Save.

## Géographie
Longue d'environ 70 km, elle prend sa source à proximité de la ville d'Olovo, au nord de Sarajevo, et se jette dans la rivière Bosna, à proximité de la ville de Zavidovići.
La Krivaja est renommée pour la pêche, la pratique du rafting et du canoë-kayak.